# Teramnus lanceolifoliolatus
Teramnus lanceolifoliolatus là một loài thực vật có hoa trong họ Đậu. Loài này được (De Wild.) Baker f. miêu tả khoa học đầu tiên năm 1929.